# کلاود آنلکا
کلاود آنلکا (انگلیسی: Claude Anelka؛ زادهٔ ۱۲ مارس ۱۹۶۸) یک مدیربرنامه ورزشی اهل فرانسه است.